# Природно-заповідний фонд Теребовлянського району
Станом на 1 січня 2017 року на території Теребовлянського району є 33 території та об'єкти природно-заповідного фонду загальною площею 904,7418 га, що становить 1,21 % території району:
- 1 гідрологічний заказник загальнодержавного значення площею 112,0 га (фактична площа — 115,0 га),
- 1 регіональний ландшафтний парк площею 283,0 га,
- 3 заказника місцевого значення загальною площею 3257,8 га:
  - 1 ботанічний заказник загальною площею 8,0 га,
  - 1 орнітологічний заказник загальною площею 29,8 га,
  - 1 загальнозоологічний заказник загальною площею 3220,0 га,
- 27 пам'яток природи місцевого значення загальною площею 146,48 га:
  - 1 комплексна пам'ятка природи загальною площею 5,0 га,
  - 7 гідрологічних пам'яток природи загальною площею 2,09 га,
  - 18 ботанічних пам'яток природи загальною площею 135,19 га,
  - 1 зоологічна пам'ятка природи загальною площею 4,2 га,
- 1 ботанічний сад місцевого значення площею 4,56 га,
- 1 парк-пам'ятка садово-паркового мистецтва місцевого значення площею 7,6 га.

## Ландшафтний парк
| №                             | Назва території або об'єкта | Площа, га | Рішення про створення (зміну) | Розташування | Керуюча організація | Світлина, альбом |
| ----------------------------- | --------------------------- | --------- | ----------------------------- | ------------ | ------------------- | ---------------- |
| Регіональний ландшафтний парк |                             |           |                               |              |                     |                  |
| 1.                            |                             |           |                               |              |                     |                  |

## Заказники
| №                                               | Назва території або об'єкта | Площа, га | Рішення про створення (зміну) | Розташування | Керуюча організація | Світлина, альбом |
| ----------------------------------------------- | --------------------------- | --------- | ----------------------------- | ------------ | ------------------- | ---------------- |
| Ботанічні заказники загальнодержавного значення |                             |           |                               |              |                     |                  |
| 1.                                              |                             |           |                               |              |                     |                  |
| Ботанічні заказники місцевого значення          |                             |           |                               |              |                     |                  |
| 1.                                              |                             |           |                               |              |                     |                  |

## Пам'ятки природи
| №                                                | Назва території або об'єкта | Площа, га | Рішення про створення (зміну) | Розташування | Керуюча організація | Світлина, альбом |
| ------------------------------------------------ | --------------------------- | --------- | ----------------------------- | ------------ | ------------------- | ---------------- |
| Геологічні пам'ятки природи місцевого значення   |                             |           |                               |              |                     |                  |
| 1.                                               |                             |           |                               |              |                     |                  |
| Гідрологічні пам'ятки природи місцевого значення |                             |           |                               |              |                     |                  |
| 1.                                               |                             |           |                               |              |                     |                  |
| Ботанічні пам'ятки природи місцевого значення    |                             |           |                               |              |                     |                  |
| 1.                                               |                             |           |                               |              |                     |                  |

## Парки-пам'ятки садово-паркового мистецтва
| №  | Назва території або об'єкта | Площа, га | Рішення про створення (зміну) | Розташування | Керуюча організація | Світлина, альбом |
| -- | --------------------------- | --------- | ----------------------------- | ------------ | ------------------- | ---------------- |
| 1. |                             |           |                               |              |                     |                  |

| №   | Назва території або об'єкта               | Площа, га | Рішення про створення (зміну) | Розташування | Керуюча організація                                                                                | Світлина, альбом |
| --- | ----------------------------------------- | --------- | --- | --- | -------------------------------------------------------------------------------------------------- | ---------------- |
| 2   | Зарваницький                              | 283.0     | Теребовлянський район, с. Зарваниця, Бучацьке лісництво, кв. 15-21, лісове урочище «Вишнівчик», заплава р. Стрипа                                                   | ДП «Бучацьке лісове господарство» — 262,9 га, Зарваницька сільська рада Теребовлянського району — 8,69 га, Тернопільська єпархія Української греко-католицької церкви — 11,41 га | Рішення ТОР від 18. 03. 1994 р.                                                                    |                  |
| 45  | Підгорянський                             | 8.0       | Теребовлянський район, с. Підгора, Теребовлянське лісництво, кв. 104 вид. 6, лісове урочище "Дача «Теребовлянська», в межах камянистого схилу на околиці с. Підгора | ДП «Тернопільське лісове господарство» | Рішення ТОР від 18.03.1994 р.                                                                      |                  |
| 8   | Романівський                              | 29.8      | Теребовлянський район, с. Романівка, штучно створений став | Романівська сільська рада | Рішення ТОР від 25.04.1996 р. № 90, зі змінами, затвердженими рішенням ТОР від 27.04.2001 р. № 238 |                  |
| 25  | Кобиловолоко-Благівщинський               | 3220.0    | Теребовлянський район, с. Кобиловолоки, Буданівське лісництво, кв. 7-11, лісове урочище «Благівщина», прилеглі до лісового урочища угіддя                           | ДП «Тернопільське лісове господарство»- 1686,0 га, Теребовлянська районна організація УТМР — 1534                                                                                | Рішення ВК ТОР від 30.06.1986 р. № 198                                                             |                  |
| 5   | Дівоча Гора                               | 5.0       | Теребовлянський район, с. Лошнів та с. Сущин, крутий схил пд.-сх експозиції «Дівочої гори»                                                                          | Лошнівська сільська рада | Рішення ТОР від 18.06.2009 р. № 620                                                                |                  |
| 24  | Налужанське джерело                       | 0.01      | Теребовлянський район, с. Налужжя, біля садиби Іванишина П. І., урочище «Бросарня»                                                                                  | Струсівська сільська рада | Рішення ВК ТОР від 30.08.1990 р. № 189                                                             |                  |
| 26  | Романівське джерело                       | 0.02      | Теребовлянський район, с. Романівка, за 200 метрів від ферми, долина р. Гнила Рудка                                                                                 | Романівська сільська рада . | Рішення ТОР від 18.03.1994 р.                                                                      |                  |
| 27  | Сущинські джерела                         | 1.0       | Теребовлянський район, с. Сущин, північно-східна околиця, в долині потічка Ремезів-ського                                                                           | Сущинська сільська рада | Рішення ТОР від 18.03.1994 р.                                                                      |                  |
| 28  | Сороцьке джерело                          | 0.02      | Теребовлянський район, с. Сороцьке | Сороцька сільська рада | Рішення ТОР від 18.03.1994 р.                                                                      |                  |
| 29  | Осталецьке джерело                        | 0.02      | Теребовлянський район, с. Остальці, Теребовлянське лісництво, кв. 1 вид. 2, лісове урочище «Остальці»                                                               | ДП «Тернопільське лісове господарство» | Рішення ТОР від 18.03.1994 р.                                                                      |                  |
| 50  | Кам'яна криниця                           | 0.02      | Теребовлянський район, с. Лошнів, у верхів'ї глибокої балки, біля господарської будівлі                                                                             | Лошнівська сільська рада | РішенняТОР від 18.06.2009 р. № 620                                                                 |                  |
| 61  | Болото «Скабор»                           | 1.0       | Теребовлянський район, с. Тютьків, серед полів | Дарахівська сільська рада | Рішення ВК ТОР від 28.12.1970 р. № 829                                                             |                  |
| 3   | Лошнівська бучина                         | 4.2       | Теребовлянський район, с. Лошнів, Теребовлянське лісництво, кв. 25 вид. 18, лісове урочище "Дача «Теребовлянська»                                                   | ДП «Тернопільське лісове господарство» | Рішення ТОР від 30.01.2003 р. № 98                                                                 |                  |
| 4   | Теребовлянська бучина                     | 15.0      | Теребовлянський район, с. Кровинка, Теребовлянське лісництво, кв. 72 вид. 3, лісове урочище "Дача «Теребовлянська»                                                  | ДП «Тернопільське лісове господарство» | Рішення ТОР від 30.01.2003 р. № 98                                                                 |                  |
| 12  | Папірнянська діброва                      | 8.8       | Теребовлянський район, с. Папірня, Буданівське лісництво, кв. 48 вид. 4, урочище «Чорний ліс»                                                                       | ДП «Тернопільське лісове господарство» | Рішення ВК ТОР від 30.08.1990 р. № 189                                                             |                  |
| 17  | Теребовлянська дубина                     | 6.3       | Теребовлянський район, с. Струсів, Теребовлянське лісництво, кв. 43 вид. 6, лісове урочище «Теребовлянська дача»                                                    | ДП «Тернопільське лісове господарство» | Рішення ТОР від 18.03.1994 р.                                                                      |                  |
| 39  | Теребовлянська бучина № 1                 | 49.0      | Теребовлянський район, с. Струсів, Теребовлянське лісництво, кв. 53 вид. 2, кв. 63 вид. 2, лісове урочище «Теребовлянська дача»                                     | ДП «Тернопільське лісове господарство» | Рішення ВК ТОР від 30.08.1990 р. № 189                                                             |                  |
| 62  | Сосна чорна теребовлянська                | 5.0       | Теребовлянський район, м. Теребовля, біля фортеці, рекреаційна зона                                                                                                 | Теребовлянський комбінат комунальних підприємств | Рішення ВК ТОР від 27.12.1976 р. № 637                                                             |                  |
| 143 | Микулинецькі буки                         | 0.1       | Теребовлянський район, с. Микулинці, Микулинецьке лісництво, кв. 4 вид. 11, лісове урочище «Криївка», біля автошляху Микулинці — Струсів                            | ДП «Тернопільське лісове господарство» | Рішення ТОР від 18.03.1994 р.                                                                      |                  |
| 144 | Буданівські буки                          | 0.5       | Теребовлянський район, с. Папірня, Буданівське лісництво, кв. 44 вид. 1, лісове урочище «Чорний ліс»                                                                | ДП «Тернопільське лісове господарство» | Рішення ТОР від 18.03.1994 р.                                                                      |                  |
| 156 | Довгівська липа                           | 0.02      | Теребовлянський район, с. Довге, біля церкви Івана Богослова | Довгівська сільська рада | Рішення ТОР від 18.03.1994 р.                                                                      |                  |
| 190 | Горіх ведмежий № 2                        | 0.01      | Теребовлянський район, с. Кровинка, Теребовлянське лісництво, кв. 80 вид. 12, садиба лісництва                                                                      | ДП «Тернопільське лісове господарство» | Рішення ТОР від 26.02.1999 р. № 50                                                                 |                  |
| 191 | Сосна австрійська                         | 0.02      | Теребовлянський район, с. Струсів, біля будинку школи інтернату | Струсівська школа-інтернат | Рішення ВК ТОР від 17.11.1969 р. № 747                                                             |                  |
| 197 | Ясен однолистий плакучої форми            | 0.01      | Теребовлянський район, с. Мшанець, неподалік садиби СПП, біля дороги                                                                                                | Мшанецька сільська рада | Рішення ВК ТОР від 14.03.1977 р. № 131                                                             |                  |
| 202 | Група екзотів                             | 0.03      | Теребовлянський район, с. Лошнів, садиба лікарської амбулаторії | Лошнівська сільська рада | Рішення ВК ТОР від 22.12.1987 р. № 310                                                             |                  |
| 220 | Зеленчанська ділянка                      | 4.6       | Теребовлянський район, с. Зеленче, Теребовлянське лісництво, кв. 105 вид. 7, лісове урочище "Дача «Теребовлянська»                                                  | ДП «Тернопільське лісове господарство» | Рішення ВК ТОР від 30.08.1990 р. № 189                                                             |                  |
| 221 | Буданівські шафрани                       | 24.0      | Теребовлянський район, с. Кобиловолоки, Буданівське лісництво, кв. 36 вид. 5, 6, кв. 50 вид. 4, лісове урочище «Млиниська»                                          | ДП «Тернопільське лісове господарство» | Рішення ТОР від 30.01.2003 р. № 98                                                                 |                  |
| 255 | Деренівська ділянка                       | 2.0       | Теребовлянський район, околиця с. Деренівки, схил північної експозиції                                                                                              | Довгеньська сільська рада | Рішення ВК ТОР від 30.08.1990 р. № 189                                                             |                  |
| 256 | Степова ділянка «Заздрість»               | 6.0       | Теребовлянський район, с. Заздрість, західна околиця | Заздрівська сільська рада | Рішення ТОР від 26.02.1999 р. № 50                                                                 |                  |
| 257 | На могилі                                 | 9.6       | Теребовлянський район, с. Семенів, південна околиця, біля повороту на с. Могильницю                                                                                 | Підгайчицька сільська рада | Рішення ТОР від 26.02.1999 р. № 50                                                                 |                  |
| 3   | Резерват змій                             | 4.2       | Теребовлянський район, с. Буданів, с. Буданівське лісництво, кв. 22 вид. 9, лісове урочище «Знесіння»                                                               | ДП «Тернопільське лісове господарство» | Рішення ВК ТОР від 30.08.1990 р. № 189                                                             |                  |
| 2   | Червона калина                            | 4.56      | Теребовлянський район, с. Лошнів, поруч із Львівською залізницею, територія навчально-оздоровчого комплексу «Червона калина»                                        | Тернопільський медичний університет ім. І. Я. Горбачевсчького | Рішення ТОР від 23.12.2005 р. № 519                                                                |                  |
| 9   | Залишки старовинного парку в с. Млиниська | 7.6       | Теребовлянський район, с. Млиниська, західна околиця поряд із лісовим урочищем «Чорний ліс»                                                                         | Кобиловолоцька сільська рада | Рішення ТОР від 18.03.1994 р., зі змінами, затвердженими рішенням ТОР від 27.04.2001 р. № 238      |                  |